# Knipolegus
Genre
Knipolegus est un genre de passereaux d'Amérique du Sud nommés adas.

## Liste d'espèces
D'après la classification de référence (version 9.1, 2019) du Congrès ornithologique international (ordre phylogénique) :
- Knipolegus striaticeps – Ada cendré
- Knipolegus hudsoni – Ada de Hudson
- Knipolegus poecilocercus – Ada d'Amazonie
- Knipolegus signatus – Ada de Jelski
- Knipolegus cabanisi – Ada de Cabanis
- Knipolegus cyanirostris – Ada à bec bleu
- Knipolegus poecilurus – Ada à queue rousse
- Knipolegus orenocensis – Ada de l'Orénoque
- Knipolegus aterrimus – Ada à ailes blanches
- Knipolegus franciscanus – Ada du Sao Francisco
- Knipolegus lophotes – Ada huppé
- Knipolegus nigerrimus – Ada noir